# Pescaria Brava
Pescaria Brava è un comune del Brasile nello Stato di Santa Catarina, parte della mesoregione del Sul Catarinense e della microregione di Tubarão.
Il comune è stato istituito ufficialmente il 1º gennaio 2013 per scorporo di una parte del comune di Laguna.